# Ropalidia mimikae
Ropalidia mimikae är en getingart som först beskrevs av Meade-waldo 1912.  Ropalidia mimikae ingår i släktet Ropalidia och familjen getingar. Inga underarter finns listade i Catalogue of Life.